# Eastern League of American Football
La Eastern League of American Football ((RU)  Восточная Лига Американcкого Футбола, ВЛАФ) è una associazione sportiva che organizza l'omonimo campionato di football americano; ne faceva parte anche la Baltic Sea League (passata successivamente sotto l'egida della Federazione Lettone di Football Americano). Raggruppa squadre bielorusse, russe e ucraine. Ha sostituito la EFAF Eastern Cup a partire dal 2012 ed è stata a sua volta sostituita dalla Monte Clark Cup dal 2017.

## Formula
Il campionato viene disputato nella formula a girone unico con play-off e finale (ELAF Bowl).

## Team partecipanti
In grassetto i team che partecipano alla stagione in corso (o all'ultima stagione).
| Team                    | Numero Partecipazioni | Miglior piazzamento Stagione regolare | Partecipazioni Play Off | Titoli vinti |
| ----------------------- | --------------------- | ------------------------------------- | ----------------------- | ------------ |
| Grodno Barbarians       | 1                     | 3° 2016                               | 0                       | 0            |
| Kaliningrad Amber Hawks | 1                     | 2° 2016                               | 1                       | 0            |
| Kiev Knights            | 1                     | 6° 2013                               | 0                       | 0            |
| Minsk Litwins           | 4                     | 1° 2012 2014 2015                     | 3                       | 2            |
| Minsk Pagans            | 1                     | 4° 2016                               | 0                       | 0            |
| Minsk Zubrs             | 3                     | 1° 2013                               | 2                       | 1            |
| Moscow Bruins           | 4                     | 2° 2012 2015 2014                     | 3                       | 1            |
| Moscow Silver Bullets   | 2                     | 5° 2012                               | 1                       | 0            |
| Moscow Spartans         | 3                     | 3º 2012                               | 3                       | 0            |
| Podolsk Vityaz          | 2                     | 5° 2013 2014                          | 1                       | 0            |
| Samara Stormbringers    | 1                     | 4° 2012                               | 1                       | 0            |
| Vitebsk Lynxes          | 1                     | 1° 2016                               | 1                       | 1            |
| Voronezh Mighty Ducks   | 1                     | 4° 2015                               | 0                       | 0            |

## Albo d'oro
| Stagione | Luogo | Titolo        | Vincitore      | Risultato | Avversario              |
| -------- | ----- | ------------- | -------------- | --------- | ----------------------- |
| 2012     |       | I ELAF Bowl   | Moscow Bruins  | 30 - 25   | Minsk Litvini           |
| 2013     |       | II ELAF Bowl  | Minsk Zubrs    | 62 - 13   | Minsk Litwins           |
| 2014     |       | III ELAF Bowl | Minsk Litwins  | 24 - 0    | Moscow Bruins           |
| 2015     |       | IV ELAF Bowl  | Minsk Litwins  | 21 - 0    | Moscow Bruins           |
| 2016     |       | V ELAF Bowl   | Vitebsk Lynxes | 20 - 0    | Kaliningrad Amber Hawks |